# Скрипниченко Марія Іллівна
Марія Іллівна Скрипниченко (нар. 17 липня 1952, Умань або село Ладижинка Уманського району) — українська економістка, доктор економічних наук, професор, член-кореспондент НАН України. Лауреат Державної премії України в галузі науки і техніки.

## Біографія
Народилася 17 липня 1952 на Черкащині.
У 1974 році закінчила Київський національний університет імені Тараса Шевченка (спеціальність — економічна кібернетика).
У 1980—1991 роках працювала в Інституті кібернетики АН УРСР.
У 1990 році захистила кандидатську дисертацію.
З 1991 року — в Інституті економіки та прогнозування НАН України, з 1997 — головний науковий співробітник відділу моделювання та прогнозування економічного розвитку.
У 2005 році захистила докторську дисертацію на тему: «Комплексні макромоделі прогнозування економічного розвитку».
У 2011 році здобула вчене звання «професор».
З 2015 року — член-кореспондент НАН України.

## Науковий доробок
Автор понад 120 наукових праць, в тому числі 20 монографій. Наукові інтереси стосуються економетрики, економічної кібернетики, економіко-математичного моделювання, регресійного аналізу, макроекономіки та макроекономічного прогнозування.

## Нагороди
- Лауреат державної премії з науки і техніки 2017 р. за роботу «Інституційна трансформація фінансово-економічної системи України в умовах глобалізації»[7];
- Заслужений економіст України (2013) — за значний особистий внесок у державне будівництво, соціально-економічний, науково-технічний, культурно-освітній розвиток України, вагомі трудові здобутки та високий професіоналізм[8];
- Почесна грамота Кабінету Міністрів України (2008)[2];
- Премія НАН України імені В. С. Михалєвича (2006; за цикл наукових праць «Інтегровані системи макромоделей економічного прогнозування»)[2].